# Gillett Grove
Gillett Grove és una població dels Estats Units a l'estat d'Iowa. Segons el cens del 2000 tenia 55 habitants.

## Demografia
Segons el cens del 2000, Gillett Grove tenia 55 habitants, 28 habitatges, i 19 famílies. La densitat de població era de 111,8 habitants/km².
Dels 28 habitatges en un 32,1% hi vivien nens de menys de 18 anys, en un 46,4% hi vivien parelles casades, en un 10,7% dones solteres, i en un 32,1% no eren unitats familiars. En el 32,1% dels habitatges hi vivien persones soles el 10,7% de les quals corresponia a persones de 65 anys o més que vivien soles. El nombre mitjà de persones vivint en cada habitatge era d'1,96 i el nombre mitjà de persones que vivien en cada família era de 2,21.
Per edats la població es repartia de la següent manera: un 18,2% tenia menys de 18 anys, un 10,9% entre 18 i 24, un 21,8% entre 25 i 44, un 25,5% de 45 a 60 i un 23,6% 65 anys o més.
L'edat mediana era de 44 anys. Per cada 100 dones de 18 o més anys hi havia 87,5 homes.
La renda mediana per habitatge era de 21.429 $ i la renda mediana per família de 17.292 $. Els homes tenien una renda mediana de 18.750 $ mentre que les dones 21.250 $. La renda per capita de la població era de 12.337 $. Entorn del 13,3% de les famílies i el 28,3% de la població estaven per davall del llindar de pobresa.

## Poblacions més properes
El següent diagrama mostra les poblacions més properes.